# Берсеневка (Челябинская область)
Берсеневка — деревня в Красноармейском районе Челябинской области России. Входит в состав Канашевского сельского поселения.

## География
Деревня находится на северо-востоке Челябинской области, в лесостепной зоне, на южном берегу озера Сукудук, на расстоянии 25 километров (по прямой) к юго-востоку от села Миасского, административного центра района. Абсолютная высота 175 метров над уровнем моря.

## Население
| 2002 | 2010 |
| ---- | ---- |
| 175  | ↗180 |

Гендерный состав
По данным Всероссийской переписи населения 2010 года в гендерной структуре населения мужчины составляли 50,6 %, женщины — 49,4 %.
Национальный состав
Согласно результатам переписи 2002 года, в национальной структуре населения русские составляли 73 %.

## Улицы
Уличная сеть деревни состоит из двух улиц и одного переулка.